# A-10 Tank Killer
A-10 Tank Killer ist ein 1989 entwickeltes Kampfflug-Simulationsspiel für DOS, das von Dynamix entwickelt und veröffentlicht wurde. Eine Amiga-Version erschien 1990. Das Spiel zeichnet sich durch ein A-10 Thunderbolt II Angriffsflugzeug aus. Nach dem Erfolg von Red Baron wurde 1991 die Version 1.5 veröffentlicht, die Golfkrieg-Missionen sowie verbesserte Grafiken und Sounds enthielt. Mehrere Missionspakete wurden separat verkauft. Eine Fortsetzung, herausgegeben von Sierra, Silent Thunder: A-10 Tank Killer II, wurde 1996 veröffentlicht.

## Spielablauf
Das Spiel besteht darin, dass der Spieler ein A-10 Thunderbolt II „Panzerkiller“ durch verschiedene Kampfmissionen im Rahmen der Luftkampagne des Golfkriegs sowie in einem fiktiven europäischen Szenario steuert. Der Spieler erhält ein Missionsbriefing, hat die Möglichkeit, eine Waffenausstattung vor dem Start der Mission anzupassen, und wird nach der Mission nachbesprochen.

## Rezeption
Laut Sierra On-Line haben die kombinierten Verkaufszahlen von A-10 Tank Killer und seiner Fortsetzung bis Ende März 1996 250.000 Einheiten überschritten.
Computer Gaming World erklärte, dass „A-10 viel zu bieten hat“ und vergab vier von fünf Sternen. Die Zeitschrift empfahl das Spiel denen, die nach schnellem Spaß suchen, und nicht den „Flugsimulation-Grognards“, die Realismus suchen. In einer Umfrage von 1994 zu Kriegsspielen gab die Zeitschrift dem Titel drei-plus Sterne von fünf, wobei die Grafiken gefielen, aber die „sehr sensible“ Joystick-Steuerung angemerkt wurde.
Die DOS-Version des Spiels erhielt 5 von 5 Sternen in Dragon.
Das Spiel war von 1991 bis 2016 in Deutschland durch die Bundesprüfstelle für jugendgefährdende Schriften indiziert und durfte öffentlich weder angeboten noch beworben werden. Als Grund wurde die kriegsverherrlichende Wirkung angegeben, die kriegerische Auseinandersetzungen zu einem sportlichen Vergnügen verharmlose.